# Siegfried Weichlein
Siegfried Weichlein (* 4. Dezember 1960 in Thalau/Rhön) ist ein deutscher Historiker und Universitätsprofessor an der Schweizer Universität Freiburg im Üechtland.

## Leben
Siegfried Weichlein machte sein Abitur 1979 in Fulda. Danach studierte er Geschichte, Philosophie und katholische Theologie in Freiburg im Breisgau, Jerusalem und Tübingen. Von 1983 bis 1984 absolvierte er ein Auslandsstudium an der Hebräischen Universität Jerusalem. Von 1984 bis 1992 war er Stipendiat des Cusanuswerkes (Grundförderung und Promotionsförderung). Er wurde 1992 bei Heinrich August Winkler an der Albert-Ludwigs-Universität Freiburg i. Br. zum Dr. phil. promoviert.
Weichlein wurde 1992 wissenschaftlicher Assistent am Institut für Geschichtswissenschaften an der Humboldt-Universität zu Berlin (bis 1999). Ebenfalls ab 1992 war Weichlein bis 1995 Stellvertretender Personalratsvorsitzender der Humboldt-Universität. 1995/1996 war er Visiting scholar am Center for European Studies der Harvard University. 1998 und 2001 war er Robert-Bosch-Gastprofessor an der University of Chicago.
Im Jahre 2002 habilitierte er sich – betreut durch Heinrich A. Winkler – für das Fach Neuere und Neueste Geschichte an der Humboldt-Universität zu Berlin. Während des Sommersemesters 2003 vertrat er den Lehrstuhl Geschichte des 19. Jahrhunderts an der Ruhr-Universität Bochum. Danach war er Visiting Assistant Professor am History Department der Duke University zu Durham, North Carolina, für das „Duke-in-Berlin Programm“. Im Wintersemester 2003/2004 und im Sommersemester 2004 vertrat er den Lehrstuhl für Neuere Geschichte an der Universität zu Köln. Im Sommersemester 2014 war er zudem Gastprofessor an der Nikolaus-Kopernikus Universität zu Thorn. Im Sommersemester 2005 und im Wintersemester 2005/2006 vertrat er den Lehrstuhl Zeitgeschichte am Friedrich-Meinecke-Institut der Freien Universität Berlin. Im Februar und März 2006 war er Gastprofessor an der Universität Santiago de Compostela, Spanien. Seit dem 1. März 2006 ist er Professor für Europäische und Schweizerische Zeitgeschichte an der Universität Freiburg i. Üe. Dort war er Vorsitzender des Institutsrates des Zentrums für Europastudien (März 2015 – März 2018) und weiterer universitärer Gremien.
Seit 2009 war er Mitglied der Historischen Kommission der SPD, seit März 2011 Mitglied der Philosophischen Klasse der Europäischen Akademie der Wissenschaften und Künste in Salzburg.
Er ist Mitglied der Redaktionskommission der Schweizerischen Zeitschrift für Religions- und Kulturgeschichte und Mitherausgeber der Reihe Sammlung Schöningh zur Geschichte und Gegenwart im Verlag Ferdinand Schöningh.
Siegfried Weichlein ist verheiratet und hat zwei Kinder.

## Publikationen (Auswahl)
- Sozialmilieus und politische Kultur in der Weimarer Republik. Lebenswelt, Vereinskultur, Politik in Hessen. Vandenhoeck & Ruprecht, Göttingen 1996, ISBN 3-525-35778-8.
- Nation und Region. Integrationsprozesse im Bismarckreich. Droste Verlag, Düsseldorf 2004, ISBN 3-770-05276-5.
- Nationalbewegungen und Nationalismus in Europa. 2. Auflage. WBG, Darmstadt 2012, ISBN 3-534-25602-6.
- mit Adrian Holderegger und Simone Zurbuchen (Hrsg.): Humanismus. Sein kritisches Potential für Gegenwart und Zukunft. Schwabe Verlag, Basel 2011.
- mit Linda Ratschiller (Hrsg.): Der schwarze Körper als Missionsgebiet. Medizin, Ethnologie und Theologie in Afrika und Europa 1880–1960. Böhlau Verlag, Wien 2016.
- Föderalismus und Demokratie in der Bundesrepublik. Kohlhammer, Stuttgart 2019, ISBN 978-3-17-022011-9.